# ماشین خم‌کاری
به صورت کلی فرآیند تغییر شکل ورق های فلزی به وسیله فشار را خم کاری می نامند . این تغییرات دارای واحد‌هایی همچون ؛ درجه ، زاویه و شعاع می باشد . به تعبیری دیگر ؛ خمکاری به فرآیند اعمال گشتاور های خمشی به ورق یا شیت گفته می شود که در نتیجه آن قسمت مسطحی از ورق در طول دلخواه به صورت خمیده تبدیل می گردد. این فرایند به کمک ماشینی به نام ماشین خم‌کاری انجام می‌شود.
ماشین خم‌کاری یک ابزار شکل‌دهی ماشینی است که طبق استاندارد DIN 8586 تعریف می‌‌شود. هدف اصلی این ابزار ایجاد خمیدگی در قطعه‌‌کار است. فرآیند خم‌‌کاری با استفاده از یک ابزار خم‌‌کاری در حین حرکت خطی یا چرخشی انجام می‌شود. طبقه‌بندی دقیق این ماشین‌‌ها با کمک بررسی سینماتیک آنها امکان‌پذیر است.
از این دستگاه  برای خم کردن مواد فلزی مانند لوله‌ها یا شاخه‌های فلزی استفاده می‌شود. این دستگاه‌ها از قوس‌ها یا رولرها برای انجام عمل خم کردن استفاده می‌کنند و در صنایع مختلفی مانند صنعت فلزات یا ساخت و ساز استفاده می‌شوند.
دستگاه خم‌کاری انواع مختلفی شامل خم‌کن دستی، خم‌کن ساده ستونی، خم‌کن برقی و پرس خم‌کن دارد.
از این دستگاه برای خم کردن مواد فلزی مانند لوله‌ها یا شاخه‌های فلزی استفاده می‌شود. این دستگاه‌ها از قوس‌ها یا رولرها برای انجام عمل خم کردن استفاده می‌کنند و در صنایع مختلفی مانند صنعت فلزات یا ساخت و ساز استفاده می‌شوند.
انواع دستگاه خم‌کن شامل خم‌کن دستی، خم‌کن ساده ستونی، خم‌کن برقی و پرس خم‌کن وجود دارد.

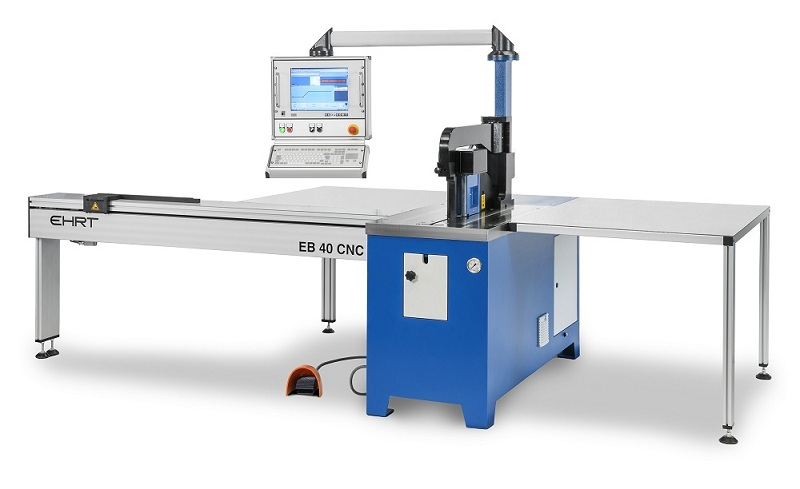
ماشین خم‌کاری همه‌کاره برای مواد تخت

## خم‌کاری CNC
خمکاری CNC یک فرآیند ماشینی است که در آن از یک ماشین فرز CNC برای خم کردن و تغییر شکل قطعات فلزی و غیره استفاده می شود. این فرآیند با استفاده از قالب های خمکاری دقیق و تولید شده با روش های دیجیتالی انجام می شود، که باعث بهبود دقت و کیفیت محصول نهایی می شود. خمکاری CNC عموما در صنایعی مانند خودروسازی، صنایع هوا فضایی، صنایع نظامی و صنایع کوچک و بزرگ از قبیل ظروف آشپزخانه، درب ها، پوشاک و غیره استفاده می شود.
ماشین‌های خم‌کاری CNC با هدف افزایش انعطاف‌پذیری و کاهش زمان تنظیم توسعه یافته‌اند. این ماشین‌ها قادرند قطعات تکی و همچنین دسته‌های کوچک را با همان دقت و کارایی قطعات تولید شده در سری‌های بزرگ خم کنند و این کار را به صورت اقتصادی انجام دهند.

## ماشین‌های خم‌کاری همه‌کاره: ساختار ماژولار
ماشین‌های خم‌کاری همه‌کاره از یک ماشین پایه تشکیل شده‌اند که با تلاش کم قابل تنظیم است و برای انواع خمیدگی‌ها مورد استفاده قرار می‌گیرد. سیستم ساده اتصال و جدا سازی ابزارها، تعویض سریع و آسان آنها را ممکن می‌سازد.
ماشین‌های خم‌کاری همه‌کاره از یک ماشین پایه تشکیل شده‌اند که شامل توقف جانبی CNC، میز کار، و نرم‌افزار برای برنامه‌ریزی و عملیات است. ساختار مدولار این ماشین‌ها ورود اقتصادی به فناوری خم‌کاری را ممکن می‌سازد؛ زیرا پس از سرمایه‌گذاری اولیه، ماشین می‌تواند بدون نیاز به تغییرات اساسی، سفارشی‌سازی و توسعه یابد. این بدان معناست که ماشین پایه یک ضربه خم ایجاد می‌کند و ابزار نوع خم را تعیین می‌کند.

## ابزارهای خم‌کاری

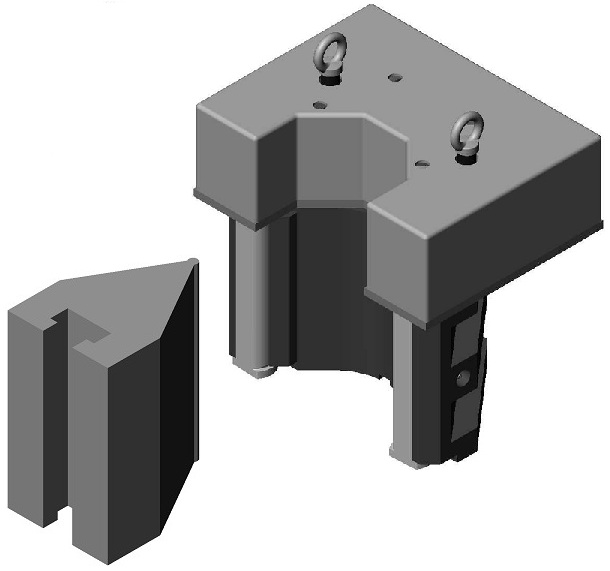
ابزار خم‌کاری 90 درجه

در مورد ابزارهای خم‌کاری، آن‌ها بر اساس نوع خمیدگی‌هایی که ایجاد می‌کنند، دسته‌بندی می‌شوند. این ابزارها می‌توانند طراحی شوند تا زاویه خم‌کاری را با استفاده از مرجع، اندازه‌گیری حرکت (stroke) یا اندازه‌گیری زاویه، تنظیم نمایند.
ماشین‌های CNC به طور معمول از بخش مرجعی خودداری می‌کنند. آن‌ها دقت خم‌کاری بالایی را از قطعه کار اولیه شروع می‌کنند.

### انحنای استاندارد

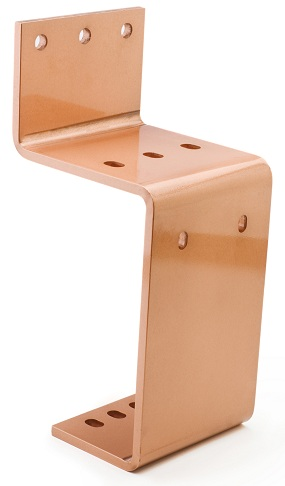
خم کردن استاندارد با یک دستگاه خم‌کاری یکپارچه

تمام خم‌ها بدون هندسه خارق‌العاده به خم‌های استاندارد تعلق دارند. فاصله بین یک خم و انتهای ماده بسیار بالاست و منطقه تماس کافی فراهم می‌آورد. همچنین این وضعیت برای فاصله بین یک خم به خم بعدی هم صدق می‌کند.
ابزارهای معمولی شامل یک قالب خم‌کننده به همراه میزان‌گیری زاویه‌ای الکترونیکی با استفاده از پریزم‌ها یا پریزم عادی هستند.

### خم کردن U شکل
برای خم‌های U که نیاز به خم‌های تنگ و بسته دارند، قالب خم‌کننده با یک ماندرل خم‌کننده جایگزین می‌شود. ماندرل خم‌کننده دارای هندسه تنگی است.

### خم کردن آفست
ابزارهای خم کردن آفست برای اجرای دو خم با فاصله کوچک در یک مرحله استفاده می‌شوند.

### خم کردن لبه‌ای
ابزارهای خم‌کردن لبه‌ای در صورتی استفاده می‌شوند که محور خم‌کاری موازی با طرف تنگ قطعه کار قرار داده شود. ابزارهای خم‌کردن لبه‌ای ممکن است شامل اندازه‌گیری زاویه الکترونیکی باشند که دقت بالایی در خم‌کردن فراهم می‌کند.

### خم کردن پیچشی
ابزارهای گشتاور قادر به چرخش قطعه کار روی محور طولی آن هستند. گزینه‌های جایگزین شامل گروه‌های مجموعه پیچیده با خم‌های استاندارد هستند.

### اندازه‌گیری زاویه و جبران حالت بازگشت فنری
برای تولید قطعات تکی و همچنین دسته‌های کوچک با دقت و کارایی مشابه قطعات تولید شده به صورت سری، استفاده از جبران بازگشت‌گیر مفید است. با استفاده از جبران بازگشت‌گیر محاسبه شده و استفاده از ابزارهای الکترونیکی، دقت خم کردن به مقدار +/- 0.2 درجه از قطعه کار اولیه به دست می‌آید.

### فرایند اندازه گیری زاویه
پریزهای خم‌کننده با فناوری اندازه‌گیری زاویه الکترونیکی به دو بولت خم‌کننده تخت مجهز شده‌اند. این بولت‌ها در هنگام خم‌کردن به دور می‌چرخند و سیگنالی به سیستم اندازه‌گیری زاویه منتقل می‌کنند. دقت اندازه‌گیری حدود 0.1 درجه است. سپس، کامپیوتر مقدار نهایی ضربه را محاسبه کرده و بازگشت‌گیر هر خم را بدون توجه به نوع ماده، جبران می‌کند. این کار باعث به دست آوردن دقت زاویه‌ای بسیار بالای +/- 0.2 درجه از قطعه کار اولیه بدون نیاز به تنظیمات می‌شود.
نسبت به روش‌های تنظیم بر اساس مرجع، این سیستم میزان ضایعات مواد را به شدت کاهش می‌دهد، زیرا حتی عدم همسانی‌های درون قطعه‌های ماده توسط خودکار تنظیم می‌شود.

### عملیات اندازه‌گیری ضربه
در جاهایی که پریزهای خم‌کننده با فناوری اندازه‌گیری زاویه الکترونیکی مناسب نیستند، ممکن است فاصله کوچک بین خم‌ها دلیلی باشد که پریزهای خم‌کننده بدون اندازه‌گیری زاویه الکترونیکی مورد استفاده قرار گیرند. در این صورت، واحد کنترل می‌تواند از اندازه‌گیری زاویه به اندازه‌گیری ضربه تغییر کند. این روش امکان انتخاب پیش‌فرض ضربه ضربه را به میلیمتر به عنوان عمق فروپاشی ضربه به پریز می‌دهد. دقت تنظیمات +/- 0.1 میلیمتر است و معمولاً نیازی به ضربه نهایی ندارد.
توسعه بیشتر سیستم ضربه به کاربر امکان می‌دهد تا زاویه‌ای که ضربه از آن محاسبه می‌شود را با استفاده از توابع ضربه ذخیره شده، مشخص کند. دقت خم‌کردن در این حالت به ویژگی‌های ماده مانند ضخامت، سختی و غیره بستگی دارد که ممکن است در قطعات کاری مختلف متفاوت باشد.

### برنامه‌نویسی و اصول عملکرد

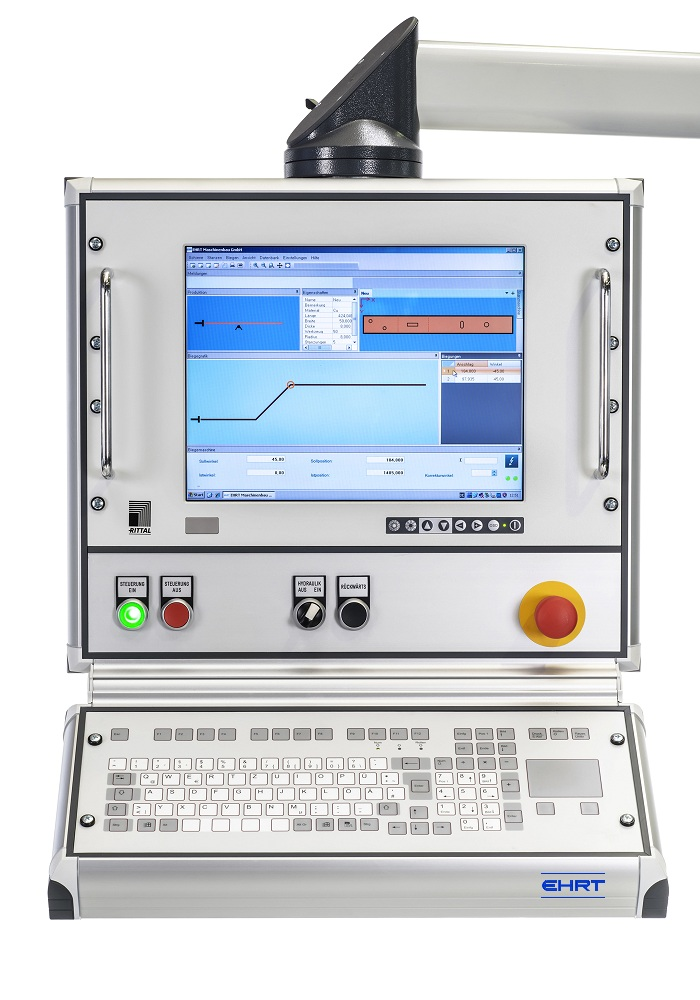
رابط کاربری گرافیکی ماشین خمکاری

برنامه‌ریزی انجام می‌شود روی یک کامپیوتر مجهز به نرم‌افزار اختصاصی که جزئی از دستگاه است یا به یک ایستگاه کاری خارجی وصل شده است. برای تولید یک برنامه جدید، داده‌های مهندسی می‌توانند از طریق موس و صفحه کلید وارد یا الصاق شوند. از طریق یک رابط کاربری گرافیکی و منوگرافیک، مهارت‌های قبلی در برنامه‌نویسی CNC لازم نیست. نرم‌افزار برای تمام مقادیر لازم سوال می‌کند و تمام اعداد را بررسی می‌کند. ورودی‌ها می‌توانند در هر زمان اصلاح شوند و حداقل فواصل به سرعت بررسی می‌شوند تا از ورودی‌های نادرست جلوگیری شود. نرم‌افزار به طور خودکار طول مسطح هر قسمت خم‌شده را محاسبه می‌کند و مکان دقیق توقف کناری را تعیین می‌کند. قطعه بر روی صفحه نمایش نمایش داده می‌شود.

## شبکه‌سازی با کل خط تولید

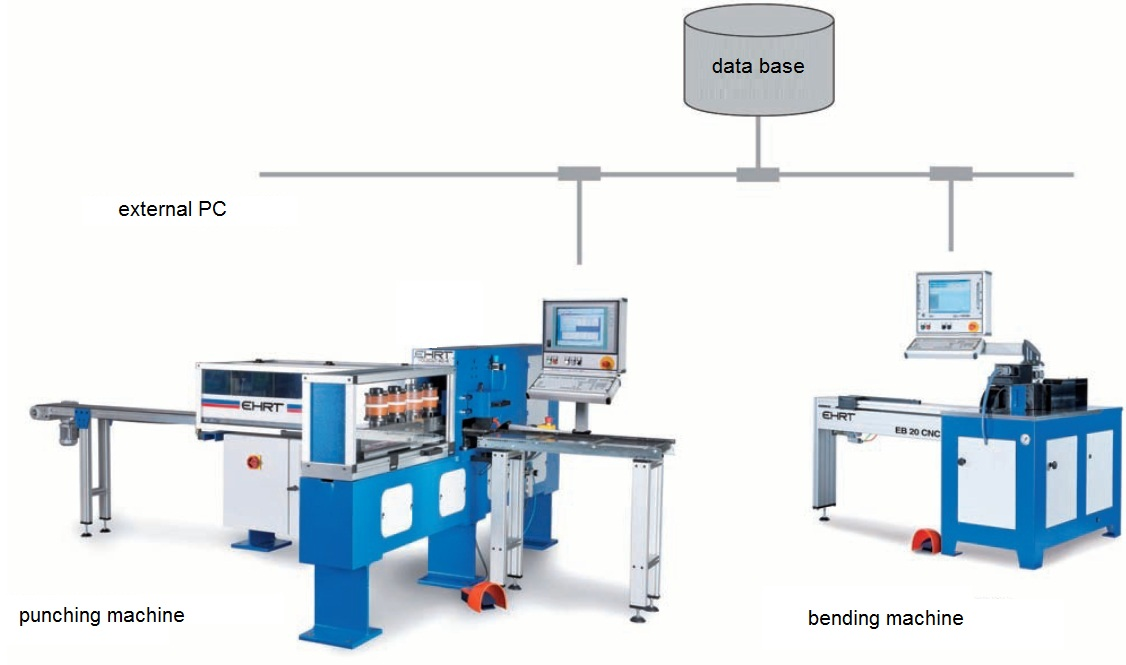
CNCشیکه سازی بین چند ماشین

بسیاری از تلاش‌های سازمانی و مدیریت رابط صرفه‌جویی می‌شود، اگر دستگاه خم‌کاری CNC به فرآیند قبلی و پسین متصل شود. برای اتصال به دیگر دستگاه‌ها و ایستگاه‌های کاری خارجی، رابط‌های شرکتی باید برقرار شوند.
یک نرم‌افزار برای برنامه‌ریزی مراحل تولید متوالی همزمان.
با استفاده از یک کامپیوتر صنعتی استاندارد، می‌توان به آسانی انواع دستگاه‌ها را با یکدیگر شبکه‌بندی کرد، پایگاه داده مشترک برای ادغام آسان در سیستم جریان کار موجود و پشتیبان‌گیری در سرور خارجی، وارد کردن داده‌های تولید از سیستم‌های دیگر یا از برنامه‌های ساخت (مانند فایل‌های DXF).

### شبکه‌سازی با ماشین پانچ
اگر یک قطعه خم شود، در بیشتر موارد فرآیند پیشین شامل درج سوراخ‌ها برای نصب آن در گروه مونتاژ است. بنابراین، دستگاه پانچ کار یک گزینه است. برخی از برنامه‌ها به اپراتور این امکان را می‌دهند که هر دو فرآیند را با یک ابزار نرم‌افزاری برنامه‌ریزی کند.